# Brennan Johnson
Brennan Johnson, né le 23 mai 2001 à Nottingham en Angleterre, est un footballeur international gallois qui évolue au poste d'ailier droit au Tottenham Hotspur.

## Biographie
Né à Nottingham, Johnson est le fils de l'ancien joueur d'Ipswich Town et de Nottingham Forest, David Johnson,.

### Carrière en club
Ayant rejoint l'académie de Nottingham Forest à l'âge de huit ans, Johnson fait ses débuts professionnels à l'âge de dix-huit ans, entrant en jeu à la 88e minute d'une défaite 2-1 contre West Bromwich Albion le 3 août 2019, le premier jour de la saison.
Le 25 septembre 2020, Johnson est prêté à Lincoln City pour une saison. Il fait sa première apparition pour Lincoln deux jours plus tard, entrant en jeu contre Charlton Athletic.

### Carrière en sélection
Johnson est sélectionnable avec l'Angleterre, la Jamaïque et le pays de Galles au niveau international. En sélection de jeune, il commence à jouer avec l'Angleterre, avant de passer au Pays de Galles en 2018,.
Avec l'équipe du pays de Galles des moins de 19 ans, il est l'auteur d'un doublé lors d'une rencontre amicale face à la Pologne, le 15 octobre 2018. Par la suite, le 6 septembre 2019, il marque son premier but avec les espoirs, contre la Belgique. Ce match gagné 1-0 rentre dans le cadre des éliminatoires de l'Euro espoirs 2021.
Johnson réalise ses débuts avec le pays de Galles lors d'un match nul 0-0 contre les États-Unis le 12 novembre 2020.
Le 9 novembre 2022, il est sélectionné par Rob Page pour participer à la Coupe du monde 2022.

## Palmarès
Tottenham Hotspur
- Ligue Europa (1) :
  - Vainqueur en 2025[12]’[13]